# العلاقات البرتغالية الناميبية
العلاقات البرتغالية الناميبية هي العلاقات الثنائية التي تجمع بين البرتغال وناميبيا.

## مقارنة بين البلدين
هذه مقارنة عامة ومرجعية للدولتين:
| وجه المقارنة                                              | البرتغال                                                  | ناميبيا      |
| --------------------------------------------------------- | --------------------------------------------------------- | ------------ |
| المساحة (كم2)                                             | 92.21 ألف                                                 | 825.62 ألف   |
| عدد السكان (نسمة)                                         | 10.60 مليون                                               | 2.53 مليون   |
| الكثافة السكانية (ن./كم²)                                 | 114.95                                                    | 3.06         |
| العاصمة                                                   | لشبونة                                                    | ويندهوك      |
| اللغة الرسمية                                             | اللغة البرتغالية، اللغة الميراندية                        | لغة إنجليزية |
| العملة                                                    | يورو، اسكودو برتغالي                                      | دولار ناميبي |
| الناتج المحلي الإجمالي (بليون دولار)                      | 217.57 مليار                                              | 13.24 مليار  |
| الناتج المحلي الإجمالي (تعادل القوة الشرائية) بليون دولار | 307.82 مليار                                              | 25.60 مليار  |
| الناتج المحلي الإجمالي الاسمي للفرد دولار أمريكي          | 19.22 ألف                                                 | 4.67 ألف     |
| الناتج المحلي الإجمالي للفرد دولار أمريكي                 | 28.76 ألف                                                 | 9.96 ألف     |
| مؤشر التنمية البشرية                                      | 0.830                                                     | 0.628        |
| رمز المكالمات الدولي                                      | +351                                                      | +264         |
| رمز الإنترنت                                              | .pt                                                       | .na          |
| المنطقة الزمنية                                           | توقيت غرب أوروبا، توقيت غرب أوروبا الصيفي، أوروبا/لشبونة ‏ | ت ع م+02:00  |

## منظمات دولية مشتركة
يشترك البلدان في عضوية مجموعة من المنظمات الدولية، منها:
| علم المنظمة | اسم المنظمة                        | تاريخ انضمام البرتغال | تاريخ انضمام ناميبيا |
| ----------- | ---------------------------------- | --------------------- | -------------------- |
|             | يونسكو                             | 11 مارس 1965          | 2 نوفمبر 1978        |
|             | وكالة ضمان الاستثمار متعدد الأطراف | 6 يونيو 1988          | 25 سبتمبر 1990       |
|             | الأمم المتحدة                      | 14 ديسمبر 1955        | 23 أبريل 1990        |
|             | الاتحاد البريدي العالمي            | ?                     | ?                    |
|             | البنك الدولي للإنشاء والتعمير      | 29 مارس 1961          | 25 سبتمبر 1990       |
|             | الاتحاد الدولي للاتصالات           | 1866                  | 25 يناير 1984        |
|             | منظمة حظر الأسلحة الكيميائية       | ?                     | ?                    |
|             | مؤسسة التمويل الدولية              | 8 يوليو 1966          | 25 سبتمبر 1990       |
|             | منظمة التجارة العالمية             | ?                     | ?                    |
|             | منظمة الشرطة الجنائية الدولية      | ?                     | ?                    |
|             | البنك الإفريقي للتنمية             | ?                     | ?                    |

## وصلات خارجية
- موقع وزارة الخارجية البرتغالية